# Kaigosuiyat Islands
Kaigosuiyat Islands är öar i Kanada.   De ligger i territoriet Nunavut, i den östra delen av landet, 2 300 km norr om huvudstaden Ottawa. Arean är 44 kvadratkilometer.
Terrängen på Kaigosuiyat Islands är platt. Öns högsta punkt är 140 meter över havet. Den sträcker sig 6,7 kilometer i nord-sydlig riktning, och 12,7 kilometer i öst-västlig riktning.
Trakten runt Kaigosuiyat Islands är nära nog obefolkad, med mindre än två invånare per kvadratkilometer.